# Ancienne gare intermodale de Lévis
L'ancienne gare intermodale de Lévis, autrefois connue sous les noms de « Halle Lauzon », de « gare de l'Intercolonial », de « gare de la Traverse » et de « gare fluviale de Lévis », est un bâtiment situé sur le site du quai Paquet à Lévis. Depuis 2015, elle abrite un bureau d'information touristique.

## Histoire

### Halle Lauzon
L'édifice est construit en 1864 comme lieu de rassemblement pour le conseil municipal de Lévis près du quai de Lauzon situé sur la rive sud du fleuve St-Laurent, en face de la ville de Québec située sur la rive nord. L'extérieur du bâtiment de deux étages est en brique. Il mesure 109 pieds par 46 pieds (33,2 m x 14 m). Le rez-de-chaussée sert de marché public avec 17 emplacements (étaux) et des escaliers à chaque extrémité. L'étage sert d'hôtel de ville avec une salle de réunion publique mesurant 60 pieds par 40 pieds (18,3 m x 12,2 m), la salle du conseil municipal de 40 pieds par 30 pieds (12,2 m x 9,14 m) et, à l'extrémité est, les bureaux du maire et du trésorier.

### Gare ferroviaire et fluviale

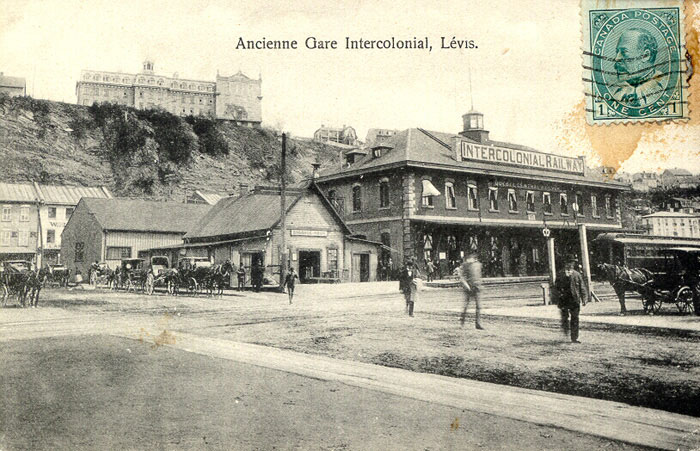
Sur une carte postale, vers 1902

Le Chemin de fer Intercolonial l'achète en 1884. Elle sert de gare ferroviaire jusqu'en 1998, alors que Via Rail met fin au service ferroviaire jusqu'au centre-ville de Lévis. L'espace occupé par la voie ferrée le long du fleuve est par la suite aménagé en sentier ferroviaire (ou piste cyclable).
Jusqu'en 2015, la Société des traversiers du Québec utilise l'édifice comme gare fluviale pour les traversiers entre Lévis et Québec.

### De nos jours
En 2015, une nouvelle gare fluviale est construite à proximité, plus près du fleuve.
L'ancienne gare, entourée d'abribus de la Société de transport de Lévis, est depuis un centre d'information touristique.

## Patrimoine ferroviaire
La gare est reconnue comme Lieu historique national du Canada en 1976. Parmi les éléments caractéristiques, on y note : « le volume rectangulaire de l'édifice de deux étages et son toit à croupes doté de lucarnes à croupes à chaque extrémité, l'emplacement régulier des fenêtres aux arcs segmentaires ».